# Interseção

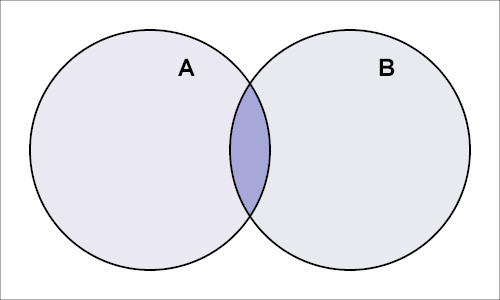
Representação gráfica da interseção entre dois conjuntos

Em teoria dos conjuntos, a interseção (pt-BR) ou intersecção (pt) (AO 1990: interseção ou intersecção), é um conjunto de elementos que, simultaneamente, pertencem a dois ou mais conjuntos, representado por ∩.
Por exemplo, se o conjunto A possui os elementos {1,2,3,4,5} e o conjunto B possui os elementos {2,4,6,8}, então interseção do conjunto A com o conjunto B será igual a {2,4} .

## Definição
Pela teoria básica de conjuntos, define-se {\displaystyle A\cap B} por:
{\displaystyle A\cap B=\{x|x\in A\land x\in B\}}
Pelos axiomas de Zermelo-Fraenkel, a definição acima não é valida. Devemos usar o axioma da separação com a fórmula {\displaystyle \Phi =x\in w_{1}:}
{\displaystyle \forall z\forall w_{1}\exists y\forall x(x\in y\iff (x\in z\land x\in w_{1}))}
Esse axioma garante a existência da interseção ({\displaystyle y=z\cap w_{1}}); o enunciado do axioma da separação é tal que, usando-se o axioma da extensão, pode-se mostrar que y é único.
Em outras palavras, provou-se que
{\displaystyle \forall A\forall B\exists !(A\cap B)\forall x(x\in (A\cap B)\iff (x\in A\land x\in B))}

## Propriedades
Considerando-se que {\displaystyle (x\in A\land x\in B)\iff (x\in B\land x\in A)} e que {\displaystyle ((x\in A\land x\in B)\land x\in C)\iff (x\in A\land (x\in B\land x\in C)),} prova-se que:
{\displaystyle \forall A\forall B(A\cap B=B\cap A)}
{\displaystyle \forall A\forall B\forall C((A\cap B)\cap C=A\cap (B\cap C))}
Como o conjunto vazio {\displaystyle \varnothing } tem a propriedade que {\displaystyle \forall x(x\notin \varnothing ),} temos que:
{\displaystyle \forall A(A\cap \varnothing =\varnothing )}
Deve-se tomar cuidado ao dizer que {\displaystyle \cap } é associativa e comutativa, porque, a rigor, associatividade e comutatividade são propriedades de operações binárias, e a interseção foi definida para todos conjuntos - tratar todos conjuntos como um conjunto gera paradoxos.

## Interseções arbitrárias
Seja M uma coleção não-vazia de conjuntos (em teoria dos conjuntos na sua formulação segundo os axiomas de Zermelo-Fraenkel, todo conjunto tem como elementos outros conjuntos, então basta dizer que M não é vazio). Então podemos definir a interseção de todos os conjuntos de M:
{\displaystyle \bigcap _{X\in M}X.}
como sendo o conjunto cujos elementos x são elementos de todos os elementos de M:
{\displaystyle x\in \bigcap _{X\in M}X\iff (\forall Y\in M\implies x\in Y)}
O problema é que essa definição não é rigorosa, mas isso pode ser resolvido usando-se o axioma da união:
{\displaystyle \bigcap _{X\in M}X=\{x\in \bigcup _{X\in M}X|(\forall Y\in M\implies x\in Y)\}}